# Eupsilia hidakaensis
Eupsilia hidakaensis là một loài bướm đêm trong họ Noctuidae.